# Дівочки
Діво́чки — село в Україні, у Черняхівській селищній територіальній громаді Житомирського району Житомирської області. Населення становить 600 осіб.

## Легенда про походження
Із легенди про село Дівочки видно, що село до монголо-татарського завоювання краю знаходилось приблизно в районі, де потім стояло село Чурунда (хутір Виногради) і називалось воно Кринички. Монгольські сили, рухаючись на Житомир, зруйнували Кринички.
Більшість жителів було вбито, житло — спалено. Частина жителів втекла з села перед нападом і переховувалась в лісі поруч. Це в основному були молоді дівчата, які згодом не хотіли будувати нове житло на згарищі, а піднялися вище на захід і заснували нове поселення. Воно і дістало назву від того, що його заснували дівчата — Дівочки.

## Історія
Село відоме з 1584 року. Дівочки під цим іменем згадується в акті від 1611 року 14 січня в скарзі володаря цього села Степана Немирича на Григорія Пашкевича — слугу князя Йоакима Корецького про те, що він проводить грабежі і розбої в його володіннях.
Церкву споруджено на честь святого великомученика Дмитрія (святкується 26 жовтня), побудував її орендар католик Іван Загурський, дата побудови невідома. Будівля виготовлена з дерева, покрита бляхою, оновлена 1866 і в 1874 роках.
При ній дерев'яна на камінному фундаменті дзвіниця, побудована в 1853 році. Ця церква до 1844 року була приписана до церкви села Високого, що знаходиться за 8 км. Землі, що належали цій церкві, на основі присяжного пояснення 24 селян цього села, даного в 1840 році в присутності комісії, відлучені від церкви.
В 1846 році вимога за цією справою була відновлена причтом, але безрезультатно. Від цієї землі лишився лише широкий прохід до церкви з вулиці. На цій землі в 1866 році побудована за церковний рахунок хата, де проживав церковний сторож і зупинявся священик із села Бежева для проведення служінь.
В селі на 1888 рік було дворів — 102, прихожан — 458, найбільший поміщик села Юлій Бенедиктович Мочульський. Ця церква в 1844 році приписана до Бежівського приходу. Ю. Б. Мочульський, як володар села в 1912 році помер і з Варшави приїхав його побічний син — Грабовський — поручик царської Армії.
Дружина, яку він привіз з собою, проживала в селі Дівочках, а він був на фронті і прибув в село на початку 1918 року. Цього ж року восени невідомими особами його було вбито.
Польський письменник Юзеф-Іґнацій Крашевський (1812—1887) у своїй книзі «Волинські вечори», згадує, що до нього в Житомир приїздив найкращий учень Ніколо Паганіні — Аполлінарій Конський із Дівочок, з яким вони організували благодійні концерти. Це свідчить про те, що до дівочківського поміщика Мочульського приїжджали відомі всьому світу музиканти.
Під час революції 1905—1907 років в селі пройшли заворушення. Радянською владою його захоплено 1918 року.
Під час Другої світової війни в перші дні гітлерівські війська розстріляли вчительку місцевої школи, а в глибоких піщаних кар'єрах поруч з селом було розстріляно сотні євреїв Черняхівщини.
180 жителів села пішло на фронт, 78 чоловік загинуло, 56 нагороджено орденами і медалями. На двох братських могилах споруджено пам'ятники визволителям села від німецьких загарбників.
Сучасне село Дівочки розташоване за 5 км від районного центру Черняхова, залізничної станції Горбаші. Дворів — 348, населення — 1100 чоловік. Колгосп організовано 1929 року. Першим головою був Лаврин Юхимович Іванюха (нар. 1898).
В селі було розміщено центральну садибу радгоспу «Авангард», володіння якого — 1,7 тис. га сільгоспугідь. В радгоспі посаджено 270 га саду. В селі діє ЗОШ 1-2 ступенів, у якій навчається 105 учнів. В селі народився і деякий час працював Герой Соціалістичної праці — Олексій Андрійович Вербич.
12 червня 2020 року, відповідно до розпорядження Кабінету Міністрів України № 711-р «Про визначення адміністративних центрів та затвердження територій територіальних громад Житомирської області», територію та населені пункти Дівочківської сільської ради включено до складу Черняхівської селищної територіальної громади Житомирського району Житомирської області.

## Відомі люди
- Остап Фасцієвич (? — 1664) — український військовий діяч доби Гетьманщини, дипломат. Генеральний писар (1659—1660).